# William Kidd
William Kidd, znan tudi kot Kapitan William Kidd, krajše Kapitan Kidd, škotski mornar, morjeplovec, kapitan, uradni najemnik in pirat, deloval na območju Indijskega oceana. *okrog 1645, Dundee, Škotska, † 23. maj 1701, London, Anglija. 

## Življenje in delo

### Mladost
Natančen datum Kiddovega rojstva ni znan. Rodil naj bi se nekje med letoma 1645 do 1655. Njegov oče je bil mornar John Kidd, mati pa Bessie Butchart. Postal je kapitan in v 80. letih 17.st. s svojo ladjo Antigua emigriral v New York. Tam se je poročil z bogato vdovo Sarah Bradley Cox Oort. 

### Najemniška služba
V času vojne med Anglijo in Francijo v 90. letih je postal uradni najemnik. S svojo ladjo Blessed William je ščitil Angleške in Ameriške trgovske ladje, ki so potovale v zahodno Indijo. Od kralja je dobil pooblastila za lov na pirate. V Londonu je sklenil posel z dvema človekoma, ki sta mu priskrbela ladjo Adventure Galley, plen pa bi moral deliti s poslovnima partnerjema. 6. oktobra 1696 je Adventure Galley z Kiddom kot kapitanom, 150 člansko posadko in 32 topovi krenila iz New Yorka v Indijski ocean, da bi lovili pirate.
Kidd ni bil uspešen lovec na pirate in med posadko se je kmalu pojavilo nezadovoljstvo. Napete razmere so pripeljale do upora, v katerem je Kidd z vedrom udaril mornarja Williama Moora in ga ubil. Spreobrnil se je in postal pirat ter začel napadati druge ladje.

### Piratstvo
Januarja 1698 je Adventure Galley napadla indijsko trgovsko ladjo Quedah Merchant.  Z nedovoljenim napadom je tudi uradno postal pirat. Kidd je brez boja uspel z zvijačo zasesti ladjo. Med dobljenim plenom je bila svila, sladkor, železo, topovi in zlato. Blago je prodal v pristaniščih, sam pa se je z Quedah Merchant odplul na Madagaskar. Ladjo je opremil s topovi in jo preimenoval v Adventure Prize. Adventure Galley je bila v tako slabem stanju, da jo je bil Kidd primoran potopiti. Prize je postala njegova nova poveljniška ladja.
V tem času se je v Angliji odnos do piratstva spremenil in oblasti so jih preganjale in jim sodile. Kidd je odplul v Ameriko, kjer se je sprva dogovoril za pomilostitev, saj naj bi ga posadka prisilila v piratstvo. Lord Richard Bellomon je bil guverner Nove Anglije. Ko je Kidd prispel v Boston, ga je dal 7. julija 1699 zapreti in ga februarja naslednje leto poslal v Anglijo, kjer so mu sodili za njegova dejanja.

### Sojenje
Sojenje se je pričelo 8. maja 1701. Razsodba je bila znana naslednji dan. Kidd je bil spoznan za krivega umora Williama Moora ter piratstva in obsojen na smrt z obešanjem. 23. maja so ga poslali na vešala. V prvem poskusu usmrtitve se je vrv strgala, v drugem pa je bil rabelj uspešnejši. Po smrti so njegovo truplo položili v železno kletko, da ne bi prehitro razpadlo. Obesili so ga na bregu reke Temze v opozorilo vsem, ki bi jih morda pritegnilo piratstvo.

### Zaklad
Legenda o Kiddovem zakladu se je pričela pojavljati že za čas njegovega življenja. Po nekaterih navedbah, naj bi Kidd nekje na področju Indijskega oceana zakopal zaklad, vendar ga raziskovalci in lovci na zaklade še vedno neuspešno iščejo. Kiddovo življenje in delovanje je, predvsem zaradi zaklada, postalo mit.